# Pearl River County
Pearl River County is een county in de Amerikaanse staat Mississippi.
De county heeft een landoppervlakte van 2.101 km² en telt 48.621 inwoners (volkstelling 2000). De hoofdplaats is Poplarville.

## Bevolkingsontwikkeling

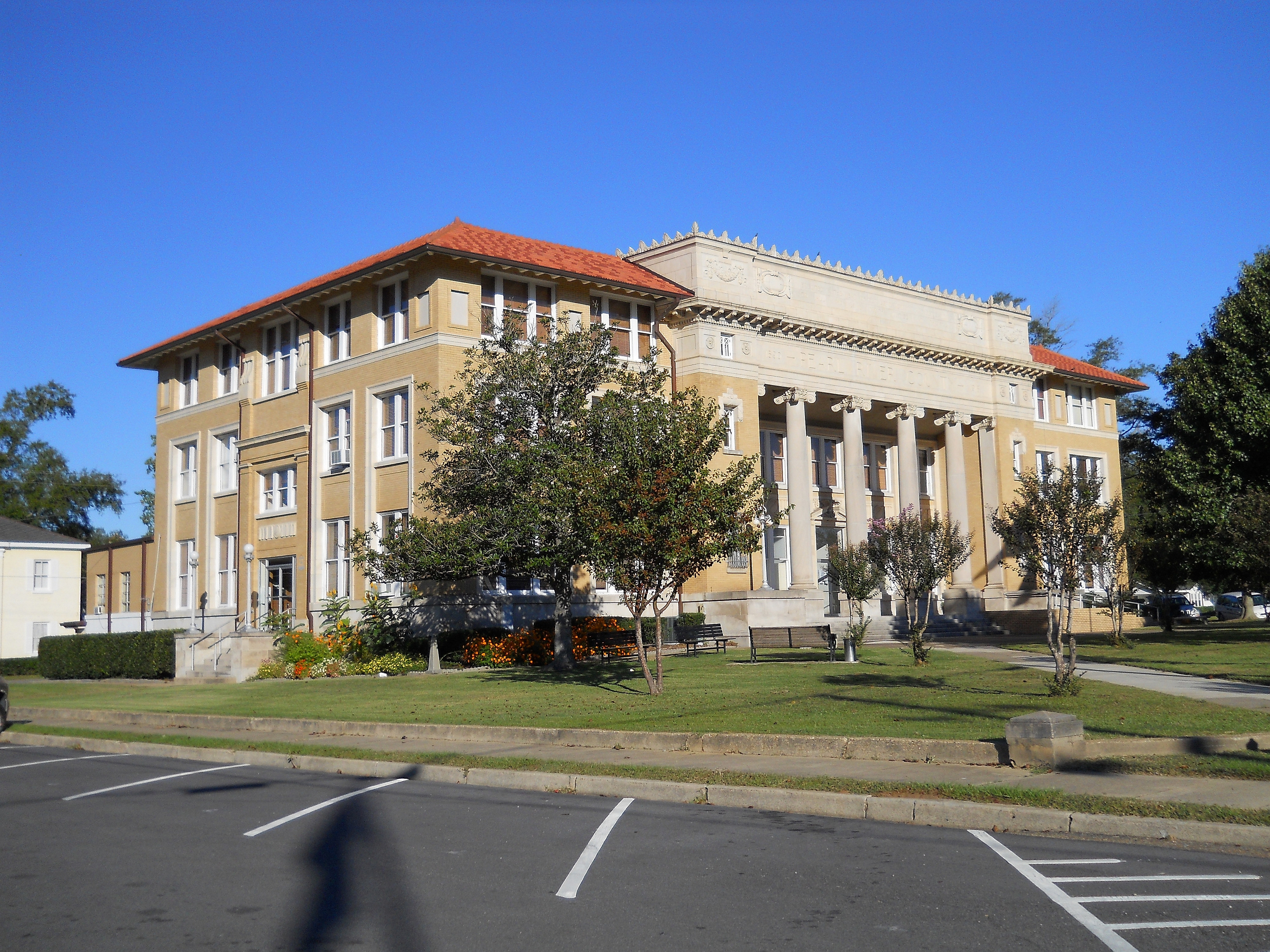
Pearl River County Courthouse